# Tentyria elegans
Espèce
Tentyria elegans est une espèce de coléoptères de la famille des Tenebrionidae, de la sous-famille des Pimeliinae et la tribu des Tentyriini. Elle est trouvée en Libye.